# District de Nanhai
Le district de Nanhai (chinois : 南海区 ; pinyin : Nánhǎi qū) est une subdivision administrative de la province du Guangdong en Chine. Il est placé sous la juridiction de la ville-préfecture de Foshan.

## Démographie
La population du district était de 1 085 268 habitants en 1999.

## Patrimoine

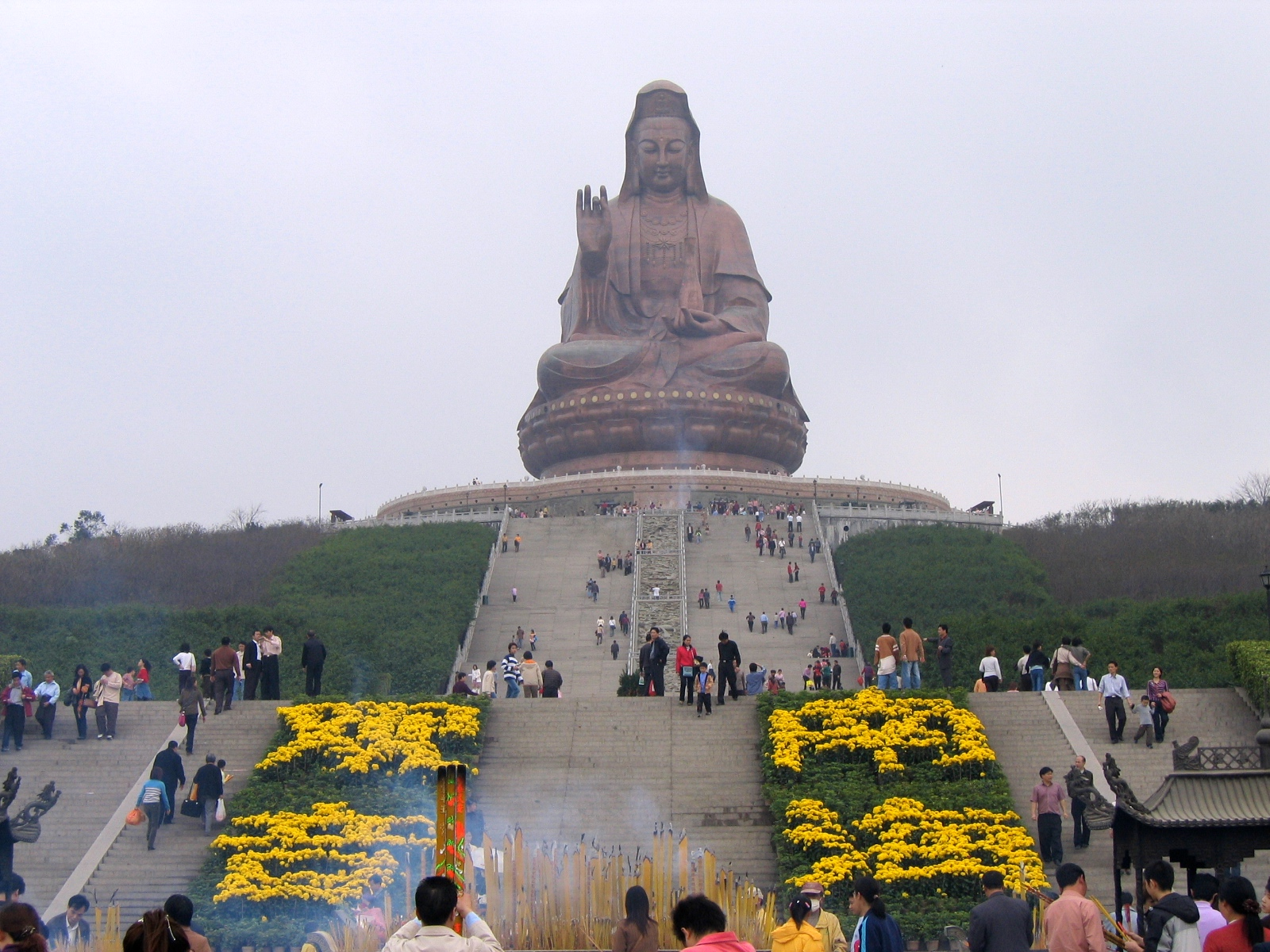
La statue de Kuan Yin sur le mont Xiqiao

Guanyin du mont Xiqiao, sculpture bouddhique monumentale de 62 mètres de haut et des moya shike du même mont.

## Grève
En mai 2010, 2 000 travailleurs d'une usine de transmission de Honda se mirent en grève dans le district de Nanhai. À la suite d'une hausse du salaire minimum légal local de 123 $ à $ 147 annoncée par le gouvernement de la ville le 1er mai en réponse à l'augmentation rapide des coûts de la vie, les travailleurs s'attendaient à une hausse de leur salaire mensuel égal à ce montant. Or, la direction de l'usine a ajouté 24 $ au salaire mensuel des ouvriers, tout en réduisant leurs subventions mensuelles (pour la nourriture, le logement et la présence régulière) de 48 $ à 29 $, de sorte que le gain net n'était plus que de 5 $ par mois.
(Référence: http://www.labornotes.org/2010/12/auto-worker-strikes-china-what-did-they-win)